# Autoroute Nord-Sud par l'Ouest (Vietnam)
Pour les articles homonymes, voir Autoroute Nord-Sud.
L'autoroute Nord-Sud de l'Ouest (en vietnamien : Đường cao tốc Bắc – Nam, sigle CT.02) est une autoroute située au Viêt Nam. 
La majeure partie de la route est formée par la route Hô Chi Minh.

## Parcours
La route passe par les provinces et villes suivantes :
Tuyen Quang, Phú Thọ, Hanoi, Hoa Binh, Thanh Hoa, Nghệ An, Ha Tinh, Quang Binh, Quang Tri, Thua Thien Hue, Da Nang, Quang Nam, Kon Tum, Gia Lai, Dak Lak, Dak Nong, Binh Phuoc, Binh Duong, Tay Ninh, Long An, Dong Thap, Can Tho et Kien Giang.